# Давид, Самюэль
Самюэль Давид (фр. Samuel David; 12 ноября 1836, Париж — 3 октября 1895, Париж) — французский композитор.

## Биография
Окончил Парижскую консерваторию, ученик Фроманталя Галеви (композиция) и Франсуа Базена (гармония). Уже в возрасте тринадцати лет (1850) получил первую премию консерватории по сольфеджио, а в 1854 году — премии по гармонии и аккомпанементу. С 1856 года работал хормейстером в парижском Лирическом театре (Théâtre-Lyrique). В 1858 г. был удостоен Римской премии за кантату «Иевфай», в 1859—1860 гг. работал в Риме. Затем преподавал музыку в парижском коллеже Сен-Барб. С 1872 г. музыкальный руководитель иудейского богослужения в Париже и, в частности, синагоги на улице Виктуар; незадолго до смерти опубликовал антологию «Древняя и современная религиозная музыка, употребляемая в иудейских домах молитвы в Париже» (фр. Musique religieuse ancienne et moderne en usage dans les temples consistoriaux Israélites de Paris).
Автор нескольких опер, из которых были поставлены только «Медвежья шкура» (фр. La peau d'ours; 1859) и «Мадемуазель Сильвия» (фр. Mademoiselle Sylvia; 1868, либретто Н. Фурнье, Опера-Комик). Написал также четыре симфонии, ряд хоровых сочинений.